# NGC 5668
NGC 5668 est une galaxie spirale située dans la constellation de la Vierge. Sa vitesse par rapport au fond diffus cosmologique est de 1 814 ± 16 km/s, ce qui correspond à une distance de Hubble de 26,8 ± 1,9 Mpc (∼87,4 millions d'al). NGC 5668 a été découverte par l'astronome germano-britannique William Herschel en 1786.

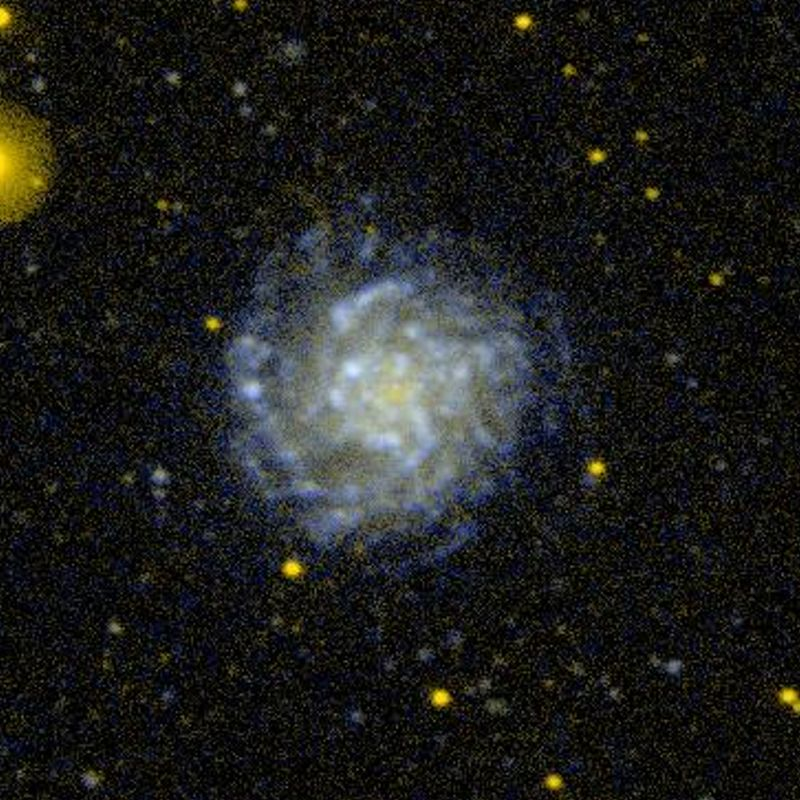
NGC 5668 en ultraviolet par télescope spatial GALEX.

La classe de luminosité de NGC 5668 est IV et elle présente une large raie HI.
À ce jour, cinq mesures non basées sur le décalage vers le rouge (redshift) donnent une distance de 14,580 ± 6,904 Mpc (∼47,6 millions d'al), ce qui est à l'extérieur des valeurs de la distance de Hubble. Notons que c'est avec la valeur moyenne des mesures indépendantes, lorsqu'elles existent, que la base de données NASA/IPAC calcule le diamètre d'une galaxie et qu'en conséquence le diamètre de NGC 5668 pourrait être d'environ 25,5 kpc (∼83 200 al) si on utilisait la distance de Hubble pour le calculer.

## Supernova
Trois supernovas ont été découvertes dans NGC 5668 : SN 1952G, SN 1954B et SN 2004G.

### SN 1952G
Cette supernova a été découverte le 18 avril 1952 par l'astrophysicien américano-suisse Fritz Zwicky. Le type de cette supernova n'a pas été déterminé.

### SN 1954B
Cette supernova a été découverte le 27 avril 1954 par l'astronome suisse Paul Wild de l'université de Berne. Cette supernova était de type Ia.

### SN 2004G
Cette supernova a été découverte le 11 janvier 2004 par l'astronome japonaise Reiki Kushida. Cette supernova était de type II.

## Groupe de NGC 5746
Selon A. M. Garcia, NGC 5668 fait partie du groupe de NGC 5746. Ce groupe de galaxies compte au moins 31 membres dont NGC 5636, NGC 5638, NGC 5658 (=PGC 51957), NGC 5690, NGC 5691, NGC 5692, NGC 5701, NGC 5705, NGC 5713, NGC 5719, NGC 5725, NGC 5740, NGC 5746, NGC 5750, IC 1022, IC 1024 et IC 1048.
Sur le site « Un Atlas de l'Univers », Richard Powell mentionne aussi le groupe de NGC 5746, mais il n'y figure que 14 galaxies. Six autres galaxies du groupe de NGC 5746 de Garcia, dont NGC 5668, se trouvent dans un autre groupe mentionné par Powell, soit le groupe de NGC 5638. Selon Powell, la galaxie NGC 5701 ne fait pas partie d'un groupe de galaxies et les autres galaxies de Garcia ne figurent pas dans celles retenues par celui-ci
Le groupe de NGC 5746 fait partie de l'Amas de la Vierge III, un des amas du superamas de la Vierge.